# Graphe de Brouwer-Haemers
Le graphe de Brouwer-Haemers est, en théorie des graphes, un graphe 20-régulier possédant 81 sommets et 810 arêtes. C'est plus précisément un graphe fortement régulier de paramètres (81,20,1,6).

## Propriétés

### Propriétés générales
Le diamètre du graphe de Brouwer-Haemers, l'excentricité maximale de ses sommets, est 2, son rayon, l'excentricité minimale de ses sommets, est 2 et sa maille, la longueur de son plus court cycle, est 3. Il s'agit d'un graphe 20-sommet-connexe et d'un graphe 20-arête-connexe, c'est-à-dire qu'il est connexe et que pour le rendre déconnecté il faut le priver au minimum de 20 sommets ou de 20 arêtes.

### Coloration
Le nombre chromatique du graphe de Brouwer-Haemers est 7. C'est-à-dire qu'il est possible de le colorer avec 7 couleurs de telle façon que deux sommets reliés par une arête soient toujours de couleurs différentes mais ce nombre est minimal. Il n'existe pas de 6-coloration valide du graphe.

### Propriétés algébriques
Le groupe d'automorphismes du graphe de Brouwer-Haemers est un groupe d'ordre 233 280.
Le polynôme caractéristique   de la matrice d'adjacence du graphe de Brouwer-Haemers est : {\displaystyle -(x-20)(x-2)^{60}(x+7)^{20}}. Il n'admet que des racines entières. Le graphe de Brouwer-Haemers est donc un graphe intégral, un graphe dont le spectre est constitué d'entiers.